# Première convention de Genève
Deuxième convention de Genève
La première convention de Genève pour l’Amélioration de la Condition des blessés des armées combattantes, rédigée le 22 août 1864, est le premier d'une série de quatre traités appelés « conventions de Genève. » Elle jette « les bases des règles du droit international pour la protection des victimes de conflits armés ». Ce premier traité, adopté en 1864, a été profondément révisé et amendé en 1906, en 1929, et enfin en 1949. Il est inextricablement lié à l’action du Comité international de la Croix-Rouge, qui en est l'instigateur, mais qui a aussi appelé à en étendre l’application.

## Histoire

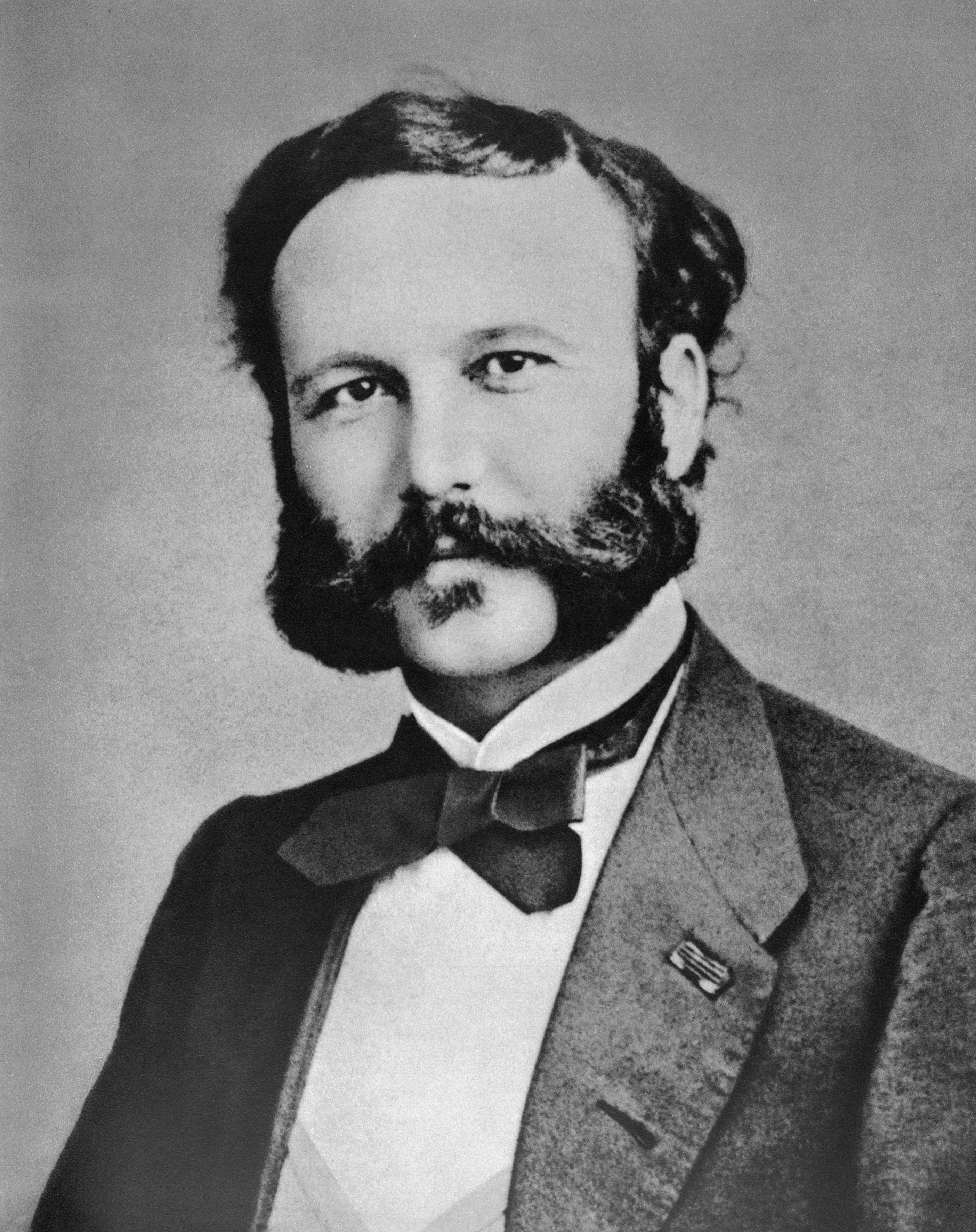
Henry Dunant

### Origines
La Convention de Genève de 1864 intervient à un moment critique de l'histoire politique et militaire de l’Europe. Outre-Atlantique, la guerre de sécession faisait rage depuis 1861 (bataille de Fort Sumter), et elle allait se solder par  750 000 à 900 000 morts. De la chute de Napoléon Ier à la Bataille de Waterloo aux succès de son neveu pendant la Campagne d'Italie (1859), les puissances étaient parvenues à maintenir la paix en Europe de l'Ouest ; mais la guerre de Crimée (1853–1856) puis la guerre des duchés avaient rallumé les conflits en Europe, et quoique ces troubles se fussent déroulés dans des régions éloignées, l'Italie du nord était, elle, « si centrale en Europe qu'elle attira d'emblée tous les observateurs curieux » ; quoique ce conflit ne fût pas spécialement sanguinaire, il offrait un spectacle singulier et choquant. Malgré son intention de remédier aux ravages de la guerre, l'adoption de la Convention de Genève de 1864 entraîna plutôt « un regain d’activité militaire à grande échelle auquel les peuples d’Europe de l'Ouest... n'étaient plus habitués depuis la chute du premier Napoléon. »
Le mouvement en faveur d'un code de lois international régissant le traitement et le soin aux soldats blessés et aux prisonniers de guerre apparut avec le témoignage de l'activiste Henri Dunant sur la Bataille de Solférino (1859), qui opposait les Franco-Piémontais aux armées autrichiennes d'Italie du Nord. L'agonie de 40 000 soldats blessés abandonnés sur le champ de bataille à cause du manque de moyens et de personnel, et le refus de trêves pour permettre de leur porter secours, poussèrent Dunant à passer à l'action. À son retour à Genève, Dunant publia un récit intitulé Un Souvenir de Solferino et, par son action auprès de la Société genevoise d’assistance publique, il lança un appel à l'organisation d'une conférence internationale. Peu après, en 1863, il parvint à réunir les fonds pour la création du Comité International de la Croix-Rouge.

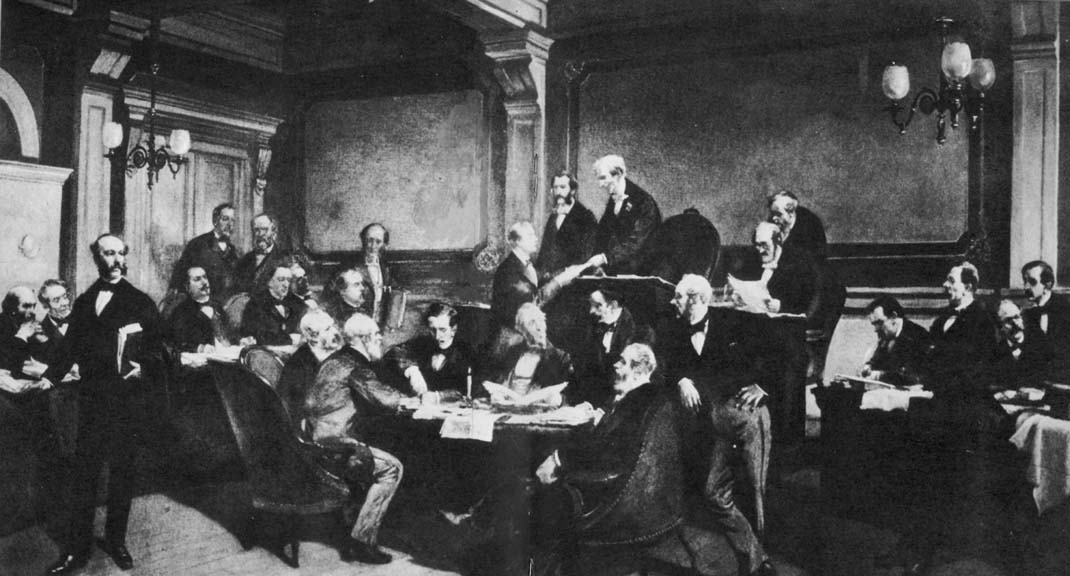
Signature de la première convention de Genève par quelques-unes des principales puissances européennes en 1864.

Le Comité international de la Croix-Rouge (CICR), tout en reconnaissant qu’« il est du devoir et de la responsabilité d'une nation de préserver la santé et le bien-être physique de son peuple », n'ignorait pas que, surtout en temps de guerre, il y aurait « besoin d'agences bénévoles pour suppléer... les agences nationales responsables de chaque pays ». Mais pour que sa mission soit largement acceptée, il fallait un ensemble de règles encadrant ses propres activités et celles des belligérants.

### Conférence diplomatique de 1864
À peine un an plus tard, le gouvernement suisse invitait les gouvernements de tous les pays européens, ainsi que les États-Unis, le Brésil et le Mexique, à assister à une conférence diplomatique officielle. Seize pays dépêchèrent 26 délégués à Genève. Le 22 août 1864, la conférence adopta la première Convention de Genève « pour l’amélioration de la condition des blessés aux armées sur le champ de bataille. » Les représentants de 12 états et royaumes signèrent cette convention :
- Suisse
- Bade
- Royaume de Belgique
- Royaume de Danemark
- France
- Grand-duché de Hesse
- Royaume d'Italie
- Royaume des Pays-Bas
- Royaume de Portugal
- Royaume de Prusse
- Espagne
- Royaume de Wurtemberg

Le Royaume-Uni de Suède et de Norvège ratifie la convention au mois de décembre[citation nécessaire].
Le traité « tirait sa force du consentement implicite des états qui acceptaient les clauses et les appliquaient dans la conduite de leurs opérations militaires. » Malgré ses exigences simples, énumérées ci-après, il suffit à mettre en place rapidement des réformes importantes. Le premier traité demandait simplement :
1. l'immunité de capture et de destruction de tous les établissements de soin des soldats blessés ou malades,
2. l'accueil et le soin indistinct de tous les combattants,
3. la protection des civils fournissant de l'aide aux blessés, et
4. la reconnaissance du symbole de la Croix Rouge en tant que signe de ralliement des personnes et équipements concernés par le traité.

## Révisions
De graves ambiguïtés dans la rédaction des articles, les bouleversements rapides de la nature des conflits et les progrès de la technologie militaire (explosifs, gaz asphyxiants), nécessitaient la révision et le développement de la convention : cela amena à la Seconde Conférence de Genève (1906), à la Première et la Seconde conférence de La Haye qui étendit l’application des articles à la guerre maritime. La révision de 1926 n'apporta que des modifications de détail. La révision de 1949, appelée Acte Final de la Conférence de Genève (1949), développe quelques idées nouvelles, en particulier pour la protection des civils ; toutefois, comme l'observait en 1951 Jean S. Pictet, directeur du Comité international de la Croix-Rouge, « la loi est toujours en retard sur la charité ; elle tarde à se conformer aux réalités de la vie et aux besoins de l'humanité » : aussi, il est « du devoir de la Croix-Rouge d'aider à l'élargissement de la portée des lois, en supposant que (...) la loi conservera toute sa force », principalement par la mise à jour et le développement des principes fondamentaux de la première Convention de Genève.